# Friedrich Hanisch
Friedrich Hanisch, též Fritz Hanisch (1838 Rokytnice v Orlických horách – 31. ledna 1912 Štýrský Hradec), byl rakouský podnikatel, pivovarnický manažer a politik německé národnosti z Čech, později působící ve Štýrsku, na počátku 20. století poslanec Říšské rady.

## Biografie
Narodil se v Rokytnici v Čechách. Po studiích nastoupil jako chemik do Broscheho továrny v Praze, kde pracoval téměř dvacet let. Pak se stal na několik let ředitelem Měšťanského pivovaru v Plzni. Z této funkce ale musel po vyostření česko-německé rivality odejít. Následně se stal ředitelem prvního akciového pivovaru v Chebu. V roce 1884 se Hanisch usadil v Puntigamu ve Štýrském Hradci, kde řídil tamní pivovar Franze Schreinera. Na tomto postu setrval do roku 1890, kdy spoluzaložil ve Štýrském Hradci továrnu na sklo. Získal titul císařského rady a komerčního rady. Jeho manželkou byla Maria rozená Rzimek.
Od roku 1894 byl členem obchodní a živnostenské komory. Působil i jako poslanec Říšské rady (celostátního parlamentu Předlitavska), kam usedl ve volbách roku 1901 za kurii obchodních a živnostenských komor ve Štýrsku, obvod Štýrský Hradec. Ve funkčním období 1901–1907 je uváděn jako Friedrich Hanisch, majitel továrny.
Ve volbách do Říšské rady roku 1901 se uvádí jako kandidát Německé lidové strany.
Zemřel v lednu 1912 ve svém bytě.